# Chennaiyin Football Club 2024-2025
Questa voce raccoglie le informazioni riguardanti il Chennaiyin nelle competizioni ufficiali della stagione 2024-2025.

## Organico

### Rosa
| N. |                        | Ruolo | Calciatore             |
| -- | ---------------------- | ----- | ---------------------- |
| 1  | India (bandiera)       | P     | Samik Mitra            |
| 3  | Inghilterra (bandiera) | D     | Ryan Edwards           |
| 4  | India (bandiera)       | D     | PC Laldinpuia          |
| 5  | Brasile (bandiera)     | C     | Elsinho                |
| 6  | India (bandiera)       | D     | Ankit Mukherjee        |
| 7  | India (bandiera)       | A     | Kiyan Nassiri          |
| 8  | India (bandiera)       | C     | Jitendra Singh         |
| 9  | Colombia (bandiera)    | A     | Wilmar Jordán Gil      |
| 10 | Scozia (bandiera)      | A     | Connor Shields         |
| 13 | India (bandiera)       | P     | Mohammad Nawaz         |
| 17 | India (bandiera)       | C     | Mandar Rao Dessai      |
| 19 | India (bandiera)       | A     | Irfan Yadwad           |
| 20 | India (bandiera)       | D     | Pritam Kotal           |
| 22 | India (bandiera)       | C     | Lalrinliana Hnamte     |
| 23 | India (bandiera)       | C     | Vignesh Dakshinamurthy |
| 24 | India (bandiera)       | P     | Mohanraj K             |

| N. |                    | Ruolo | Calciatore            |
| -- | ------------------ | ----- | --------------------- |
| 26 | India (bandiera)   | D     | Laldinliana Renthlei  |
| 27 | Nigeria (bandiera) | A     | Daniel Chima          |
| 31 | India (bandiera)   | P     | Malhar Mohol          |
| 32 | India (bandiera)   | D     | Karthick Thirumalai   |
| 33 | India (bandiera)   | D     | Bikash Yumnam         |
| 36 | India (bandiera)   | A     | Vivek S               |
| 37 | India (bandiera)   | C     | Jiteshwor Singh       |
| 39 | India (bandiera)   | A     | Vishal R              |
| 40 | India (bandiera)   | D     | Praful Kumar Y V      |
| 47 | India (bandiera)   | A     | Vincy Barretto        |
| 55 | India (bandiera)   | C     | Ngangom Raman Singh   |
| 70 | Brasile (bandiera) | C     | Lukas Brambilla       |
| 71 | India (bandiera)   | A     | Farukh Choudhary      |
| 77 | India (bandiera)   | A     | Gurkirat Singh        |
| 88 | India (bandiera)   | C     | Edwin Sydney Vanspaul |
|    | India (bandiera)   | D     | Bijay Chhetri         |

### Staff tecnico
- Owen Coyle - Allenatore
- Sandy Stewart - Vice allenatore
- Noel Wilson - Vice allenatore

## Calciomercato
| Acquisti | Acquisti               | Acquisti           | Acquisti      |
| R.       | Nome                   | da                 | Modalità      |
| -------- | ---------------------- | ------------------ | ------------- |
| P        | Samik Mitra            |                    |               |
| P        | Mohammad Nawaz         | Mumbai City        | Definitivo    |
| P        | Devansh Dabas          | Gokulam Kerala     | Fine prestito |
| P        | Mohanraj K             |                    |               |
| P        | Malhar Mohol           | Chennaiyin B       | Definitivo    |
| D        | PC Laldinpuia          | Jamshedpur         | Definitivo    |
| D        | Ryan Edwards           |                    |               |
| D        | Bikash Yumnam          |                    |               |
| D        | Ankit Mukherjee        |                    |               |
| D        | Laldinliana Renthlei   |                    | Svincolato    |
| D        | Praful Kumar Y V       | Chennaiyin B       | Definitivo    |
| D        | Karthick Thirumalai    | Chennaiyin B       | Definitivo    |
| C        | Jitendra Singh         | Jamshedpur         | Definitivo    |
| C        | Elsinho                | Jamshedpur         | Definitivo    |
| C        | Mandar Rao Dessai      | East Bengal        | Definitivo    |
| C        | Lalrinliana Hnamte     | Mohun Bagan SG     | Definitivo    |
| C        | Jiteshwor Singh        |                    |               |
| C        | Lukas Brambilla        | Othellos Athīainou | Definitivo    |
| C        | Sweden Fernandes       | Punjab FC          | Fine prestito |
| C        | Vignesh Dakshinamurthy | Hyderabad          | Definitivo    |
| C        | Ngangom Raman Singh    | Chennaiyin B       | Definitivo    |
| C        | Edwin Sydney Vanspaul  |                    | Svincolato    |
| A        | Daniel Chima           | Jamshedpur         | Definitivo    |
| A        | Gurkirat Singh         | Mumbai City        | Definitivo    |
| A        | Connor Shields         |                    |               |
| A        | Kiyan Nassiri          | Mohun Bagan SG     | Definitivo    |
| A        | Wilmar Jordán Gil      | Chennaiyin         | Definitivo    |
| A        | Irfan Yadwad           |                    |               |
| A        | Vincy Barretto         |                    |               |
| A        | Farukh Choudhary       |                    |               |
| A        | Vivek S                | Chennaiyin B       | Definitivo    |
| A        | Vishal R               | Chennaiyin B       | Definitivo    |

| Cessioni | Cessioni                  | Cessioni        | Cessioni      |
| R.       | Nome                      | a               | Modalità      |
| -------- | ------------------------- | --------------- | ------------- |
| P        | Debjit Majumder           | East Bengal     | Definitivo    |
| P        | Devansh Dabas             |                 | Svincolato    |
| P        | Prateek Kumar Singh       | Dempo           | Prestito      |
| D        | Lazar Ćirković            |                 | Svincolato    |
| D        | Sarthak Golui             | East Bengal     | Fine prestito |
| D        | Aakash Sangwan            |                 | Svincolato    |
| D        | Sachu Siby                |                 | Svincolato    |
| D        | Preyarhanjan RS           | Chennaiyin B    | Definitivo    |
| C        | Ninthoinganba Meetei      | Punjab FC       | Definitivo    |
| C        | Cristian Battocchio       |                 | Svincolato    |
| C        | Rafael Crivellaro         |                 | Svincolato    |
| C        | Mobashir Rahman           | East Bengal     | Fine prestito |
| C        | Sweden Fernandes          |                 | Svincolato    |
| C        | Mohammed Rafique          | Diamond Harbour | Definitivo    |
| C        | Ayush Adhikari            |                 | Svincolato    |
| C        | Nesta JB Colin            | Chennaiyin B    | Definitivo    |
| C        | Alexander Romario Jesuraj |                 | Svincolato    |
| A        | Jordan Murray             |                 | Svincolato    |
| A        | Rahim Ali                 | Odisha          | Definitivo    |

### Mercato invernale
| Acquisti | Acquisti      | Acquisti        | Acquisti      |
| R.       | Nome          | da              | Modalità      |
| -------- | ------------- | --------------- | ------------- |
| D        | Bijay Chhetri | Colón           | Fine prestito |
| D        | Pritam Kotal  | Kerala Blasters | Definitivo    |

| Cessioni | Cessioni      | Cessioni        | Cessioni   |
| R.       | Nome          | a               | Modalità   |
| -------- | ------------- | --------------- | ---------- |
| D        | Bikash Yumnam | Kerala Blasters | Definitivo |

## Risultati

### Indian Super League
| Arbitro: | Purkayastha A. |

|                                            |           |                                            |
| Diego Maurício 9’ (Rig.) Roy Krishna 90+5’ | Marcatori | 48’, 51’ Farukh Choudhary 69’ Daniel Chima |

| Arbitro: | Nagvenkar T. |

|  |           |                       |
|  | Marcatori | 39’ Lalremsanga Fanai |

| Hyderabad 1 ottobre 2024, ore 16:00 UTC+5:30 4ª giornata | Hyderabad | 0 – 0 referto | Chennaiyin | GMC Balayogi Stadium\| Arbitro: \| Kumar A. \| |
| Arbitro:                                                 | Kumar A.  |               |            |                                                |

| Arbitro: | Purkayastha A. |

|                                                |           |                                                       |
| Néstor Albiach 5’ Alaeddine Ajaraie 89’ (Rig.) | Marcatori | 25’, 51’ Wilmar Jordán Gil 36’ (Rig.) Lukas Brambilla |

| Arbitro: | Das S. |

|                                        |           |                                            |
| Wilmar Jordán Gil 11’ Daniel Chima 79’ | Marcatori | 45’ Udanta Singh 51’ (Rig.) Armando Sadiku |

| Arbitro: | Mondal P. |

|                                       |           |                              |
| Luka Majcen 46’, 48’ Asmir Suljić 70’ | Marcatori | 30’, 90+9’ Wilmar Jordán Gil |

| Arbitro: | Kundu H. |

|                           |           | |
| Javi Hernández 81’ (Rig.) | Marcatori | 6’ (A.g.) Pratik Chowdhary 22’ Irfan Yadwad 24’ Connor Shields 54’ Wilmar Jordán Gil 71’ Lukas Brambilla |

| Arbitro: | Kumar Gupta R. |

|                  |           |                            |
| Ryan Edwards 61’ | Marcatori | 64’ Nathan Asher Rodrigues |

| Arbitro: | Nagvenkar T. |

|                                                   |           |  |
| Jesús Jiménez 56’ Noah Sadaoui 70’ Rahul KP 90+2’ | Marcatori |  |

| Arbitro: | Kundu H. |

|                    |           |  |
| Jason Cummings 86’ | Marcatori |  |

| Arbitro: | John C. |

|  |           |                                 |
|  | Marcatori | 54’ PV Vishnu 84’ Jeakson Singh |

| Arbitro: | Banerjee P. |

|                 |           |  |
| Irfan Yadwad 5’ | Marcatori |  |

| Arbitro: | Kumar A. |

|                  |           |  |
| Nikos Karelīs 8’ | Marcatori |  |

| Arbitro: | Mondal P. |

|                                           |           |                                                                               |
| Irfan Yadwad 19’ Lalrinliana Hnamte 45+2’ | Marcatori | 16’, 68’ Ryan Dale Williams 43’ Sunil Chhetri 82’ (A.g.) Laldinliana Renthlei |

| Chennai 9 gennaio 2025, ore 15:00 UTC+5:30 17ª giornata                                                | Chennaiyin | 2 – 2 referto                             | Odisha | Marina Arena (4 719 spett.) |
| \| \| \| \| \| Wilmar Jordán Gil 48’, 53’ \| Marcatori \| 80’ Dorielton 90+7’ (A.g.) Mohammad Nawaz \| |            |                                           |        |                             |
| |            |                                           |        |                             |
| Wilmar Jordán Gil 48’, 53’                                                                             | Marcatori  | 80’ Dorielton 90+7’ (A.g.) Mohammad Nawaz |        |                             |

| Arbitro: | Amatya M. |

|                                                    |           |                                       |
| Manvir Singh 90+5’ Lalremsanga Fanai 90+12’ (Rig.) | Marcatori | 10’ PC Laldinpuia 49’ Lukas Brambilla |

| Chennai 21 gennaio 2025, ore 15:00 UTC+5:30 19ª giornata | Chennaiyin   | 0 – 0 referto | Mohun Bagan SG | Marina Arena\| Arbitro: \| Nagvenkar T. \| |
| Arbitro:                                                 | Nagvenkar T. |               |                |                                            |

| Arbitro: | Kundu H. |

|                                         |           |  |
| Iker Guarrotxena 11’ Aakash Sangwan 26’ | Marcatori |  |

| Arbitro: | Mondal P. |

|                      |           |                                                     |
| Vincy Barretto 90+1’ | Marcatori | 3’ Jesús Jiménez 45+3’ Korou Singh 56’ Kwame Peprah |

| Arbitro: | Kumar Gupta R. |

|  |           |                                                                 |
|  | Marcatori | 13’ (A.g.) Nishu Kumar 21’ Wilmar Jordán Gil 90+9’ Daniel Chima |

| Arbitro: | Kundu H. |

|                                               |           |                 |
| Wilmar Jordán Gil 19’ (Rig.) Daniel Chima 84’ | Marcatori | 48’ Luka Majcen |

| Arbitro: | Purkayastha A. |

|                 |           |  |
| Rahul Bheke 37’ | Marcatori |  |

| Arbitro: | Kumar A. |

|  |           |                                                       |
|  | Marcatori | 7’ Néstor Albiach 26’ Jithin MS 38’ Alaeddine Ajaraie |

| Arbitro: | Mondal P. |

|                                                                     |           |                                        |
| Daniel Chima 25’, 90+6’ Lukas Brambilla 45+3’ Irfan Yadwad 57’, 90’ | Marcatori | 18’ Rei Tachikawa 62’ Sanan Mohammed K |

#### Andamento in campionato
| Giornata  | 1 | 2 | 3 | 4 | 5 | 6 | 7 | 8 | 9 | 10 | 11 | 12 | 13 | 14 | 15 | 16 | 17 | 18 | 19 | 20 | 21 | 22 | 23 | 24 | 25 | 26 |
| --------- | - | - | - | - | - | - | - | - | - | -- | -- | -- | -- | -- | -- | -- | -- | -- | -- | -- | -- | -- | -- | -- | -- | -- |
| Luogo     | T | X | C | T | T | C | T | T | C | T  | T  | C  | C  | T  | X  | C  | C  | T  | C  | T  | C  | T  | C  | T  | C  | C  |
| Risultato | V | X | P | N | V | N | P | V | N | P  | P  | P  | V  | P  | X  | P  | N  | N  | N  | P  | P  | V  | V  | P  | P  | V  |
| Posizione | 1 | 5 | 9 | 8 | 6 | 6 | 8 | 7 | 5 | 9  | 9  | 9  | 9  | 9  | 10 | 10 | 10 | 10 | 10 | 11 | 10 | 10 | 8  | 10 | 11 | 11 |

Legenda:

Luogo: C = Casa; T = Trasferta. Risultato: V = Vittoria; N = Pareggio; P = Sconfitta.

### Super Cup
| Bhubaneswar 23 aprile 2025, ore 16:30 UTC+5:30 Ottavi di finale                                    | Mumbai City | 4 – 0 referto | Chennaiyin | Kalinga Stadium |
| \| \| \| \| \| Nikos Karelīs 43’ Lallianzuala Chhangte 64’, 86’ Bipin Singh 90’ \| Marcatori \| \| |             |               |            |                 |
| |             |               |            |                 |
| Nikos Karelīs 43’ Lallianzuala Chhangte 64’, 86’ Bipin Singh 90’                                   | Marcatori   |               |            |                 |

### Durand Cup
Nella competizione il Channaiyin schiera la squadra riserve, allenata da Noel Wilson, con l'aggiunta di Samik Mitra, Bikash Yumnam, Vincy Barretto, Alexander Romario e Irfan Yadwad.
| Arbitro: | Harish Kundu |

|  |           |                |
|  | Marcatori | 42’ Liton Shil |

| Arbitro: | Mrutyunjay L Amatya |

|                                          |           |                      |
| Wungngayam Muirang 32’ Jordan Murray 65’ | Marcatori | 90+2’ Vincy Barretto |

| Arbitro: | Harish Kundu |

|                                                             |           |                       |
| Alexander Romario Jesuraj 89’ (Rig.) Praful Kumar Y V 90+7’ | Marcatori | 76’ Jefferson Nongrud |

#### Andamento in campionato
| Giornata  | 1 | 2 | 3 |  |
| --------- | - | - | - |  |
| Luogo     | C | T | C |  |
| Risultato | P | P | V |  |
| Posizione | 3 | 3 | 3 |  |

Legenda:

Luogo: C = Casa; T = Trasferta. Risultato: V = Vittoria; N = Pareggio; P = Sconfitta.

### Bandodkar Trophy
| Arbitro: | Mario Pereira |

|                |           |                                                                       |
| Ali Faisal 19’ | Marcatori | 12’ Elsinho 31’ Wilmar Jordán Gil 43’ Gurkirat Singh 64’ Irfan Yadwad |

| Arbitro: | David Rebello |

|                           |           |  |
| Diego Maurício 40’ (Rig.) | Marcatori |  |

| Arbitro: | Ritesh Parsekar |

|  |           |                                       |
|  | Marcatori | 13’ Mirko Bohiler 45+4’ Valdez Franco |

#### Andamento in campionato
| Giornata  | 1 | 2 | 3 |  |
| --------- | - | - | - |  |
| Luogo     | T | T | C |  |
| Risultato | V | P | P |  |
| Posizione | 1 | 2 | 3 |  |

Legenda:

Luogo: C = Casa; T = Trasferta. Risultato: V = Vittoria; N = Pareggio; P = Sconfitta.